# Български доброволци в Сръбско-турската война от 1876
Българските доброволци се включват в Сръбско-турската война от 1876 година скоро след Априлското въстание с надеждата да съдействат за освобождаване на България от османско владичество.
В хода на войната те вземат участие в решителните боеве при Гредетин и Джунис. Сръбското командване се опитва да осъществи сърбизация на доброволците, наричайки съединенията им "старосръбски", а след загубата на войната от Сърбия, ги набеждава за това.

## На Тимошкия фронт
През юли 1876 година в Кладово са сформирани чети на български емигранти от Сърбия, Русия, Румъния и Австро-Унгария. Организацията и снаряжението им са поети от Българското централно благотворително общество в Букурещ и славянофилските комитети в Русия. Сред войводите им са Панайот Хитов, Филип Тотьо, Ильо войвода, Коста Димински (командир на четата, в която са Панайот Хитов и Филип Тотьо), Христо Македонски, Тодор Велков и Симо Соколов. Командващият сръбските войски генерал Михаил Черняев изпраща четите през Тимок в Северозападна България със задачата да повдигнат българите на въстание. До средата на юли доброволческите отряди действат самостоятелно във видинските села (Ново село, Флорентин и др.), около Кула, Чипровци и в направление към Берковица. Към края на месеца броят на доброволците достига 1500 души. Боевете с османските войски имат променлив успех и не носят желания резултат заради влошаването на общото положение на сръбско-турския фронт.

## На Моравския фронт
През август българските доброволци са изтеглени в района на Алексинац, където е сформирана руско-българска бригада в състав от три батальона с 2500 бойци. Бригадата е командвана от руски офицери (сред последните Райчо Николов и още двайсетина българи). През септември бригадата взема участие в битките при Гредетин и Делиград, а през октомври се сражава при Алексинац и Джунис. След поражението при Джунис настъпва отлив от доброволческите формации. През април 1877 г. те са окончателно разпуснати. Голяма част от доброволците се включват в избухналата през същата година руско-турска война в състава на Българското опълчение.

## Други доброволци
В отрядите участват още: Сидер Грънчаров, Аврам Гуджев, Атанас Узунов, Бончо Балабанов, Георги Добринович, Георги Иванов, Данаил Николаев, Димитър Моллов, Димитър Досков, Иван Кишелски, Иван Галов, Илия Джагаров, Коста Паница, Костадин Халачев, Никола Живков, Панайот Хитов, Райчо Николов, Сава Муткуров, Симеон Цонев, Стефан Кисов, Стефан Бочаров, Филип Тотю, Христо Златаров, Христо Македонски, Цеко Петков, Тодор Велков, Симо Соколов, Петко Стоянов и др.